# حوا ابراهیم
حوا ابراهیم (انگلیسی: Hauwa Ibrahim؛ زادهٔ ۲۰ ژانویه، ۱۹۶۸) وکیل اهل نیجریه است. او یک وکیل حقوق بشر و تنها زن مسلمان اهل نیجریه است که به این موقعیت دست یافته. حوا ابراهیم به این شناخته می‌شود که داوطلبانه به حمایت از مردمی که بوسیله احکام آئین اسلامی محکوم می‌شوند به‌ویژه کسانی که در استانهای شمالی نیجریه زندگی می‌کنند می‌پردازد.
حوا ابراهیم در سال ۲۰۰۵ توسط پارلمان اروپا برندهٔ جایزه ساخاروف شد.

## زندگی‌نامه
ابراهیم در سال ۱۹۶۸ در گومبه متولد شد. او برای وکالت حقوق خواند و اولین زن مسلمان در نیجریه بود که به این افتخار دست یافت.
ابراهیم به‌خاطر فعالیت‌های مفید در دفاع از افرادی که محکوم شده بودند که براساس قوانین مذهبی اسلامی که در استان‌های شمالی نیجریه عمل می‌کنند، شهرت یافت. او از آمنه لاوال، صفیه حسینی و هافساتو ابوبکر دفاع کرد. به همین دلیل در سال ۲۰۰۵ جایزه ساخاروف به او اهدا شد.
حوا استاد مدعو در دانشکده حقوق دانشگاه سنت لوئیس و همچنین کالج استون‌هیل، عضو جهانی دانشگاه ییل، عضو رادکلیف، و همکار در برنامه حقوق بشر و همچنین عضو برنامه مطالعات حقوقی اسلامی در دانشگاه هاروارد بوده‌است. حوا در حال حاضر یک معلم و محقق در دانشگاه هاروارد است. او همچنین یکی از ۲۵شخصیت برجسته در کمیسیون اطلاعات و دموکراسی می‌باشد که توسط گزارشگران بدون مرز راه اندازی شده‌است.
ابراهیم در حالی که با رادکلیف همکاری داشت، به رشته‌های دیگر هم پرداخت تا به مبانی نظری قوانین شریعت نیز بپردازد و اینکه چگونه این قوانین بر روی اعمال حقوقی تأثیر گذاشته‌است و به نوبه خود بر حقوق بشر زنان در غرب آفریقا تأثیر گذاشته‌است. تحقیقات او منجر به انتشار کتاب «اجرای قوانین شرعی: هفت راهبرد برای دستیابی به عدالت در دادگاه‌های شرعی» شد که در ژانویه ۲۰۱۳منتشر گردید.